# فهرست فرمانداران ایالت کالیفرنیا
فهرست فرمانداران ایالت کالیفرنیا (انگلیسی: List of Governors of California)
|  |  |  |

از زمان پیوستن کالیفرنیا به خاک ایالات متحده به عنوان ۳۱مین ایالت در ۹ سپتامبر ۱۸۵۰ تا کنون ۳۹ نفر به سمت فرمانداری کالیفرنیا برگزیده شده‌اند 

## فهرست فرمانداران

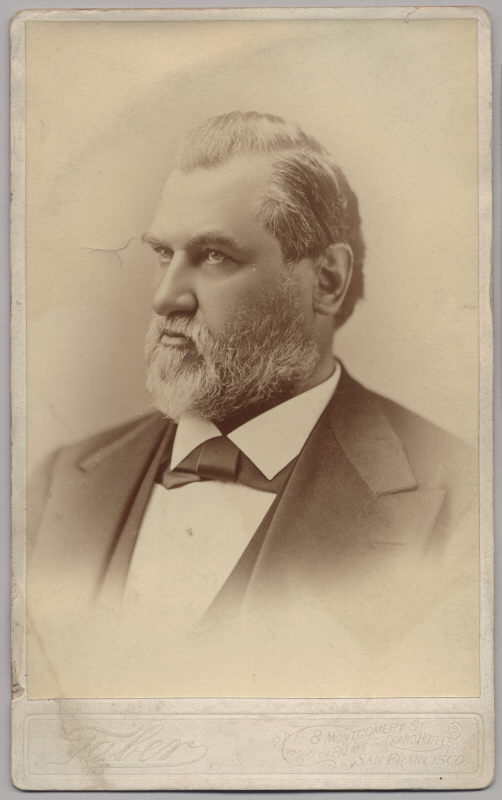
لیلند استنفورد ۸مین فرماندار کالیفرنیا

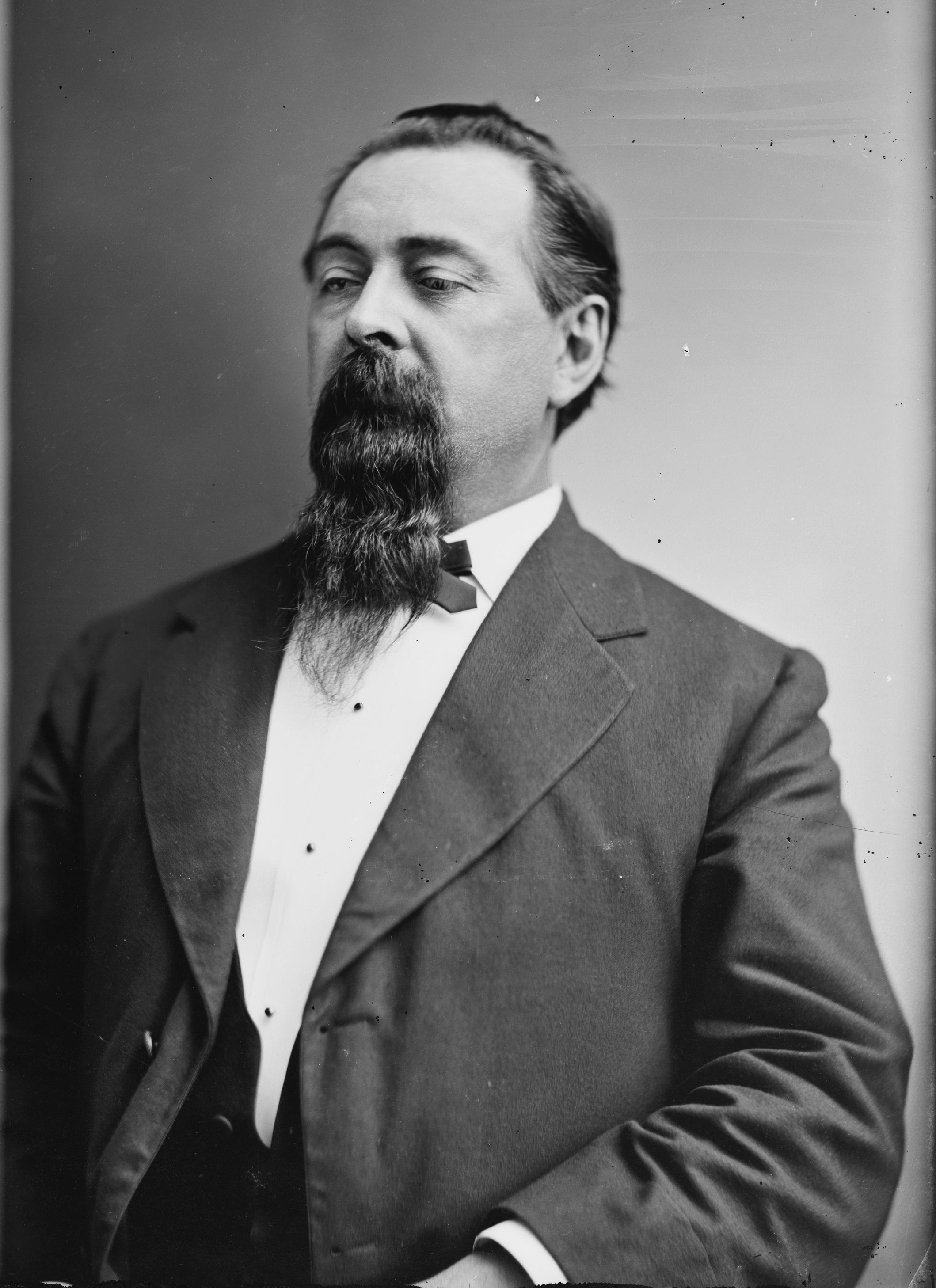
Romualdo Pacheco ۱۲مین فرماندار کالیفرنیا

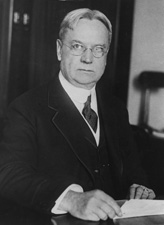
هیرام جانسون ۲۳مین فرماندار کالیفرنیا

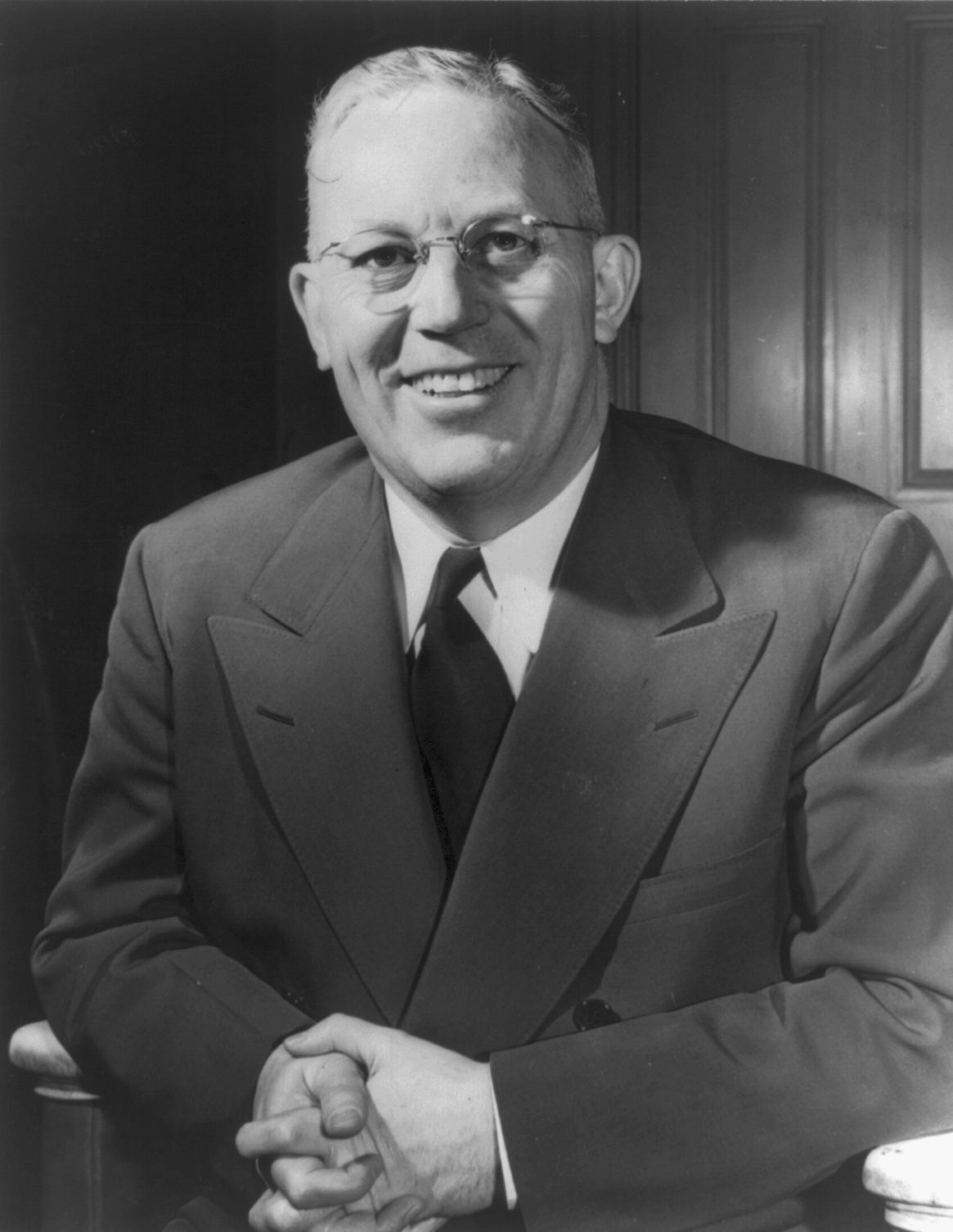
ارل وارن ۳۰مین فرماندار کالیفرنیا و ۱۴مین قاضی ارشد ایالات متحده آمریکا

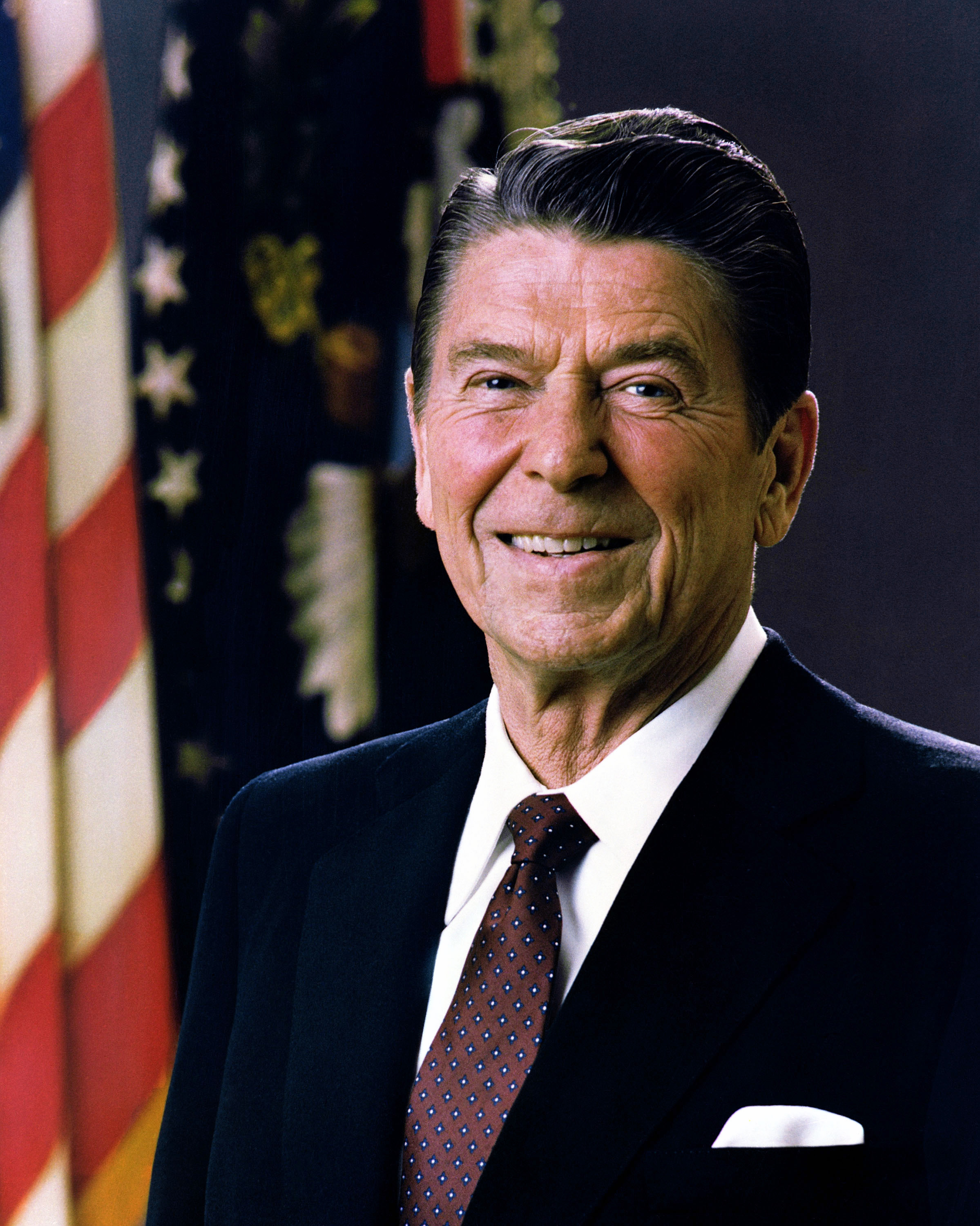
رونالد ریگان ۳۳مین فرماندار کالیفرنیا و ۴۰مین رئیس‌جمهور ایالات متحده آمریکا

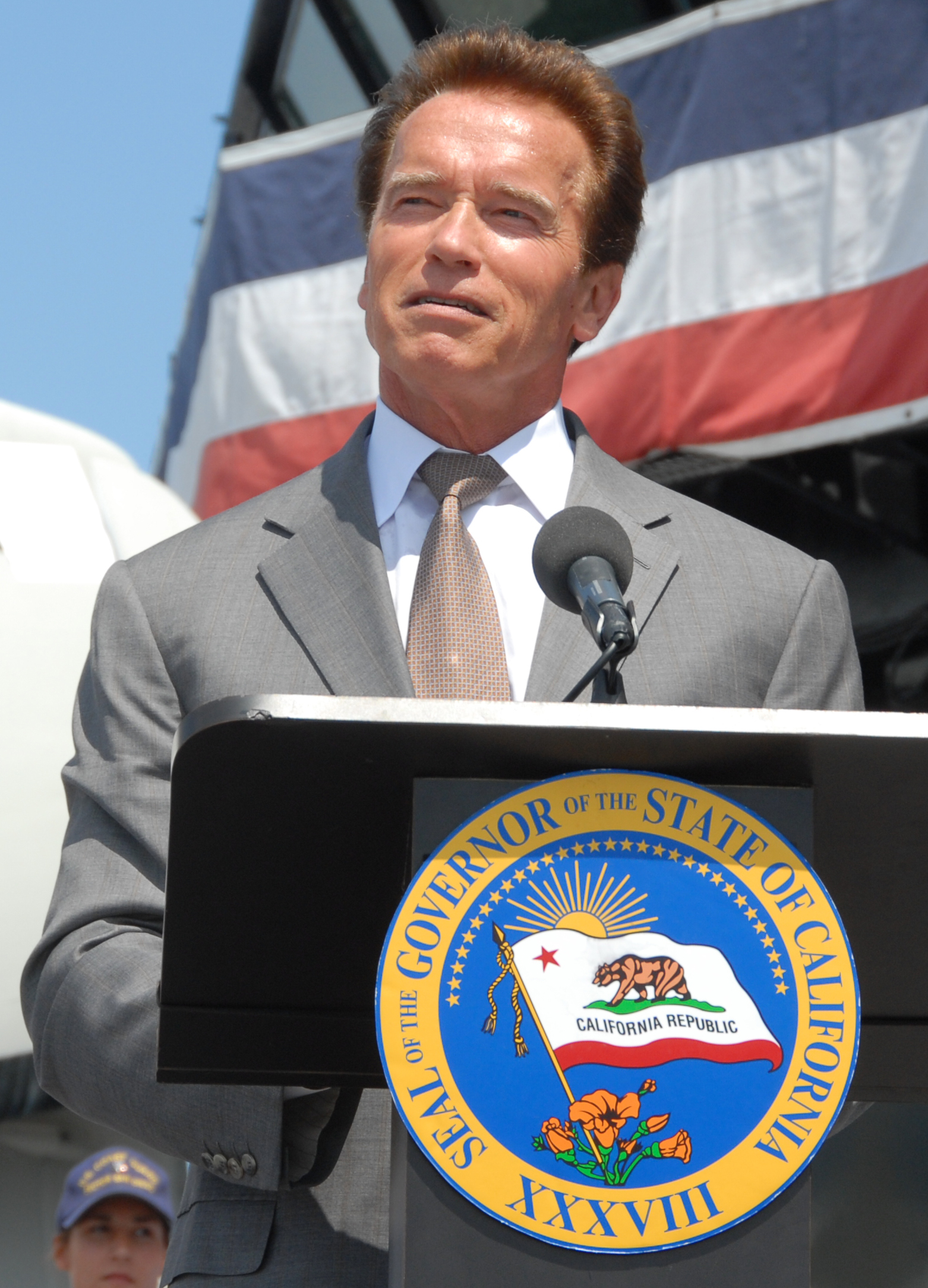
آرنولد شوارتزنگر ۳۸مین فرماندار کالیفرنیا

Parties
      دموکرات (۱۶)
      American (۱)
      جمهوری‌خواه (۲۲)
      Progressive (۱)
| #  | فرماندار            | فرماندار         | آغاز دوره       | پایان دوره      | حزب                  | معاون فرماندار | معاون فرماندار      | دوره ها |
| -- | ------------------- | ---------------- | --------------- | --------------- | -------------------- | -------------- | ------------------- | ------- |
| ۱  |                     | پتر هاردمن برنت  | ۲۰ دسامبر۱۸۴۹   | ۹ ژانویه ۱۸۵۱   | دموکرات              |                | جان مک‌دوگال         | ۱⁄۲     |
| ۲  |                     | جان مک‌دوگال      | ۹ ژانویه ۱۸۵۱   | ۸ ژانویه ۱۸۵۲   | دموکرات              |                | دیوید سی. بروریک    | ۱⁄۲     |
| ۳  |                     | جان بایگلر       | ۸ ژانویه ۱۸۵۲   | ۹ ژانویه ۱۸۵۶   | دموکرات              |                | Samuel Purdy        | ۲       |
| ۴  |                     | J. Neely Johnson | ۹ ژانویه ۱۸۵۶   | ۸ ژانویه ۱۸۵۸   | American             |                | رابرت ام. آندرسن    | ۱       |
| ۵  |                     | جان بی. ولر      | ۸ ژانویه ۱۸۵۸   | ۹ ژانویه ۱۸۶۰   | دموکرات              |                | جان واکاپ           | ۱       |
| ۶  |                     | میلتون لثام      | ۹ ژانویه ۱۸۶۰   | ۱۴ ژانویه ۱۸۶۰  | Lecompton Democratic |                | جان جی. داونی       | ۱⁄۲     |
| ۷  |                     | جان جی. داونی    | ۱۴ ژانویه ۱۸۶۰  | ۱۰ ژانویه ۱۸۶۲  | Lecompton Democratic |                | آیزاک ان. کوئین     | ۱⁄۲     |
| ۷  | Pablo de la Guerra  | جان جی. داونی    | ۱۴ ژانویه ۱۸۶۰  | ۱۰ ژانویه ۱۸۶۲  | Lecompton Democratic |                |                     | ۱⁄۲     |
| ۸  |                     | لیلند استنفورد   | ۱۰ ژانویه ۱۸۶۲  | ۱۰ دسامبر ۱۸۶۳  | جمهوری‌خواه           |                | John F. Chellis     | ۱       |
| ۹  |                     | فردریک لاو       | ۱۰ دسامبر ۱۸۶۳  | ۵ دسامبر ۱۸۶۷   | Unionist Republican  |                | Tim N. Machin       | 1       |
| ۱۰ |                     | هنری هانتلی      | ۵ دسامبر ۱۸۶۷   | ۸ دسامبر ۱۸۷۱   | دموکرات              |                | ویلیام هولدن        | ۱       |
| ۱۱ |                     | نیوتون بوث       | ۸ دسامبر ۱۸۷۱   | ۲۷ فوریه ۱۸۷۵   | جمهوری‌خواه           |                | Romualdo Pacheco    | 1⁄2     |
| ۱۲ |                     | Romualdo Pacheco | ۲۷ فوریه ۱۸۷۵   | ۹ دسامبر ۱۸۷۵   | جمهوری‌خواه           |                | William Irwin       | ۱⁄۲     |
| ۱۳ |                     | ویلیام اروین     | ۹ دسامبر۱۸۷۵    | ۸ ژانویه ۱۸۸۰   | دموکرات              |                | جیمز ای. جانسن      | ۱       |
| ۱۴ |                     | جورج سی. پرکینز  | ۸ ژانویه ۱۸۸۰   | ۱۰ ژانویه ۱۸۸۳  | جمهوری‌خواه           |                | جان منسفیلد         | ۱       |
| ۱۵ |                     | جرج استونمن      | ۱۰ ژانویه ۱۸۸۳  | ۸ ژانویه ۱۸۸۷   | دموکرات              |                | جان دگت             | ۱       |
| ۱۶ |                     | واشینگتن بارتلت  | ۸ ژانویه ۱۸۸۷   | ۱۲ سپتامبر ۱۸۸۷ | دموکرات              |                | Robert Waterman     | ۱⁄۲     |
| ۱۷ |                     | رابرت واترمن     | ۱۲ سپتامبر ۱۸۸۷ | ۸ ژانویه ۱۸۹۱   | جمهوری‌خواه           |                | استیون ام. وایت     | ۱⁄۲     |
| ۱۸ |                     | هنری مارکهام     | ۸ ژانویه ۱۸۹۱   | ۱۱ ژانویه ۱۸۹۵  | جمهوری‌خواه           |                | جان بی. ردیک        | ۱       |
| ۱۹ |                     | جیمز باد         | ۱۱ ژانویه ۱۸۹۵  | ۴ ژانویه ۱۸۹۹   | دموکرات              |                | Spencer G. Millard  | ۱       |
| ۱۹ | William T. Jeter    | جیمز باد         | ۱۱ ژانویه ۱۸۹۵  | ۴ ژانویه ۱۸۹۹   | دموکرات              |                |                     | ۱       |
| ۲۰ |                     | هنری گیج         | ۴ ژانویه ۱۸۹۹   | ۶ ژانویه ۱۹۰۳   | جمهوری‌خواه           |                | Jacob H. Neff       | ۱       |
| ۲۱ |                     | جرج پاردی        | ۶ ژانویه ۱۹۰۳   | ۹ ژانویه ۱۹۰۷   | جمهوری‌خواه           |                | Alden Anderson      | ۱       |
| ۲۲ |                     | جیمز جیلت        | ۹ ژانویه ۱۹۰۷   | ۳ ژانویه ۱۹۱۱   | جمهوری‌خواه           |                | وارن آر. پورتر      | ۱       |
| ۲۳ |                     | هیرام جانسون     | ۳ ژانویه ۱۹۱۱   | ۱۵ مارس ۱۹۱۷    | جمهوری‌خواه           |                | A. J. Wallace       | 1⁄2     |
| ۲۳ |                     | هیرام جانسون     | ۳ ژانویه ۱۹۱۱   | ۱۵ مارس ۱۹۱۷    | Progressive          |                | John M. Eshleman    | 1⁄2     |
| ۲۳ | ویلیام استیونز      | هیرام جانسون     | ۳ ژانویه ۱۹۱۱   | ۱۵ مارس ۱۹۱۷    | Progressive          |                |                     | 1⁄2     |
| ۲۴ |                     | ویلیام استیونز   | ۱۵ مارس ۱۹۱۷    | ۹ ژانویه ۱۹۲۳   | جمهوری‌خواه           | بدون متصدی     | بدون متصدی          | 1⁄2     |
| ۲۴ | سی. سی. یانگ        | ویلیام استیونز   | ۱۵ مارس ۱۹۱۷    | ۹ ژانویه ۱۹۲۳   | جمهوری‌خواه           |                |                     | 1⁄2     |
| ۲۵ |                     | فرند ریچاردسن    | ۹ ژانویه ۱۹۲۳   | ۴ ژانویه ۱۹۲۷   | جمهوری‌خواه           |                | سی. سی. یانگ        | ۱       |
| ۲۶ |                     | سی. سی. یانگ     | ۴ ژانویه ۱۹۲۷   | ۶ ژانویه ۱۹۳۱   | جمهوری‌خواه           |                | Buron Fitts         | ۱       |
| ۲۶ | H. L. Carnahan      | سی. سی. یانگ     | ۴ ژانویه ۱۹۲۷   | ۶ ژانویه ۱۹۳۱   | جمهوری‌خواه           |                |                     | ۱       |
| ۲۷ |                     | جیمز رولف        | ۶ ژانویه ۱۹۳۱   | ۲ ژوئن ۱۹۳۴     | جمهوری‌خواه           |                | فرانک مریام         | 1⁄2     |
| ۲۸ |                     | فرانک مریام      | ۲ ژوئن ۱۹۳۴     | ۲ ژانویه ۱۹۳۹   | جمهوری‌خواه           | بدون متصدی     | بدون متصدی          | ۱⁄۲     |
| ۲۸ | George J. Hatfield  | فرانک مریام      | ۲ ژوئن ۱۹۳۴     | ۲ ژانویه ۱۹۳۹   | جمهوری‌خواه           |                |                     | ۱⁄۲     |
| ۲۹ |                     | کالبرت اولسن     | ۲ ژانویه ۱۹۳۹   | ۴ ژانویه ۱۹۴۳   | دموکرات              |                | Ellis E. Patterson  | ۱       |
| ۳۰ |                     | ارل وارن         | ۴ ژانویه ۱۹۴۳   | ۵ اکتبر۱۹۵۳     | جمهوری‌خواه           |                | Frederick F. Houser | ۲۱⁄۲    |
| ۳۰ | Goodwin Jess Knight | ارل وارن         | ۴ ژانویه ۱۹۴۳   | ۵ اکتبر۱۹۵۳     | جمهوری‌خواه           |                |                     | ۲۱⁄۲    |
| ۳۱ |                     | گودوین نایت      | ۵ اکتبر ۱۹۵۳    | ۵ ژانویه ۱۹۵۹   | جمهوری‌خواه           |                | Harold J. Powers    | ۱⁄۲     |
| ۳۲ |                     | پت براون         | ۵ ژانویه ۱۹۵۹   | ۲ ژانویه ۱۹۶۷   | دموکرات              |                | Glenn M. Anderson   | ۲       |
| ۳۳ |                     | رونالد ریگان     | ۲ ژانویه ۱۹۶۷   | ۶ ژانویه ۱۹۷۵   | جمهوری‌خواه           |                | Robert Finch        | ۲       |
| ۳۳ | Edwin Reinecke      | رونالد ریگان     | ۲ ژانویه ۱۹۶۷   | ۶ ژانویه ۱۹۷۵   | جمهوری‌خواه           |                |                     | ۲       |
| ۳۳ | John L. Harmer      | رونالد ریگان     | ۲ ژانویه ۱۹۶۷   | ۶ ژانویه ۱۹۷۵   | جمهوری‌خواه           |                |                     | ۲       |
| ۳۴ |                     | جری براون        | ۶ ژانویه ۱۹۷۵   | ۳ ژانویه ۱۹۸۳   | دموکرات              |                | Mervyn M. Dymally   | ۲       |
| ۳۴ | مایک کرب            | جری براون        | ۶ ژانویه ۱۹۷۵   | ۳ ژانویه ۱۹۸۳   | دموکرات              |                |                     | ۲       |
| ۳۵ |                     | جرج دکمجیان      | ۳ ژانویه ۱۹۸۳   | ۷ ژانویه ۱۹۹۱   | جمهوری‌خواه           |                | Leo T. McCarthy     | ۲       |
| ۳۶ |                     | پیت ویلسون       | ۷ ژانویه ۱۹۹۱   | ۴ ژانویه ۱۹۹۹   | جمهوری‌خواه           |                | Leo T. McCarthy     | ۲       |
| ۳۶ | Gray Davis          | پیت ویلسون       | ۷ ژانویه ۱۹۹۱   | ۴ ژانویه ۱۹۹۹   | جمهوری‌خواه           |                |                     | ۲       |
| ۳۷ |                     | گری دیویس        | ۴ ژانویه ۱۹۹۹   | ۱ نوامبر ۷۲۰۰۳  | دموکرات              |                | Cruz Bustamante     | 1⁄2     |
| ۳۸ |                     | آرنولد شوارتزنگر | ۱ نوامبر ۲۰۰۳   | ۳ ژانویه ۲۰۱۱   | جمهوری‌خواه           |                | Cruz Bustamante     | ۱⁄۲     |
| ۳۸ | جان گارمندی         | آرنولد شوارتزنگر | ۱ نوامبر ۲۰۰۳   | ۳ ژانویه ۲۰۱۱   | جمهوری‌خواه           |                |                     | ۱⁄۲     |
| ۳۸ | Abel Maldonado      | آرنولد شوارتزنگر | ۱ نوامبر ۲۰۰۳   | ۳ ژانویه ۲۰۱۱   | جمهوری‌خواه           |                |                     | ۱⁄۲     |
| ۳۹ |                     | جری براون        | ۳ ژانویه ۲۰۱۱   | ۷ ژانویه ۲۰۱۹   | دموکرات              |                | Abel Maldonado      | 2       |
| ۳۹ | گوین نیوسام         | جری براون        | ۳ ژانویه ۲۰۱۱   | ۷ ژانویه ۲۰۱۹   | دموکرات              |                |                     | 2       |
| ۴۰ |                     | گوین نیوسام      | ۷ ژانویه ۲۰۱۹   | اکنون           | دموکرات              |                | Eleni Kounalakis    | ۱⁄۲     |